# 多輻半鱨
多輻半鱨（学名：Mystus pluriradiatus）为輻鰭魚綱鯰形目鲿科半鱨属的鱼类。在中国，分布于元江、海南岛内陆水系等，體長可達21.6公分，主要棲息在流動快速的溪流底層水域。该物种的模式产地在越南莱州。